# Billingstjärnarna (Ströms socken, Jämtland)
Billingstjärnarna är en sjö i Strömsunds kommun i Jämtland och ingår i Ångermanälvens huvudavrinningsområde. Sjön har en area på 0,0854 kvadratkilometer och ligger 298,2 meter över havet.

## Delavrinningsområde
Billingstjärnarna ingår i det delavrinningsområde (707144-150820) som SMHI kallar för Utloppet av Onsjön. Medelhöjden är 297 meter över havet och ytan är 22,15 kvadratkilometer. Räknas de 10 avrinningsområdena uppströms in blir den ackumulerade arean 126,8 kvadratkilometer. Malmån som avvattnar avrinningsområdet har biflödesordning 4, vilket innebär att vattnet flödar genom totalt 4 vattendrag innan det når havet efter 154 kilometer. Avrinningsområdet består mestadels av skog (62 procent). Avrinningsområdet har 4,2 kvadratkilometer vattenytor vilket ger det en sjöprocent på 18,9 procent.